# آپر پرلز
آپر پرلز (به لاتین: Upper Pearls) یک منطقهٔ مسکونی در گرنادا است که در Saint Andrew Parish, Grenada واقع شده‌است. آپر پرلز ۲ متر بالاتر از سطح دریا واقع شده‌است.